# Hermann Lisco

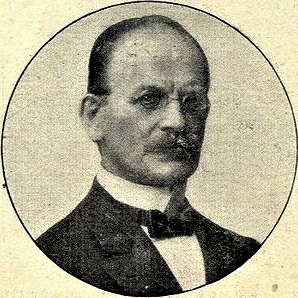
Hermann Lisco, 1913

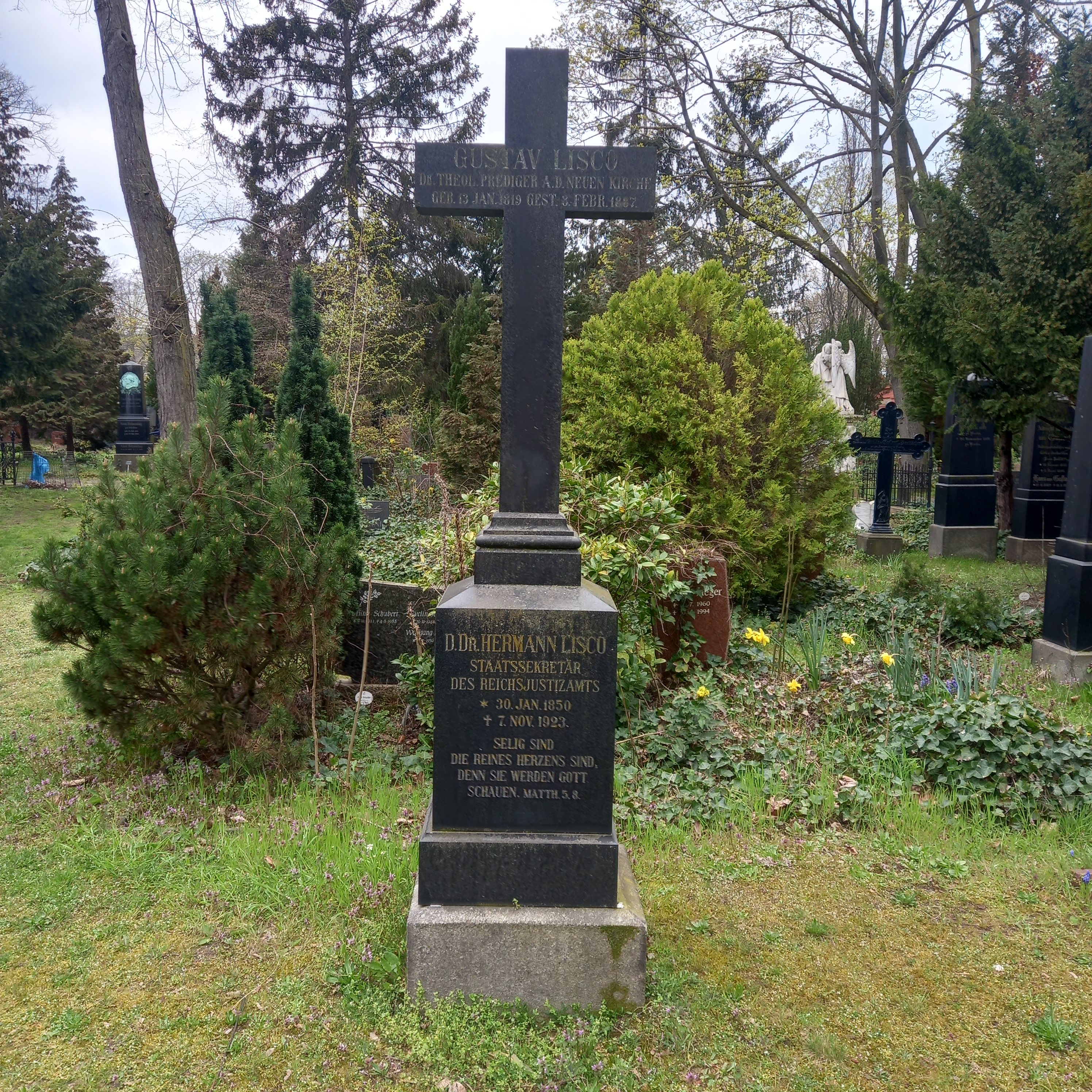
Das Grab von Hermann Lisco im Familiengrab auf dem Friedhof II der Jerusalems- und Neuen Kirchengemeinde in Berlin

Gustav Amandus Hermann Lisco (* 30. Januar 1850 in Berlin; † 7. November 1923 ebenda) war ein deutscher Jurist und Politiker.

## Leben
Liscos Vater war Gustav Lisco, ein Pfarrer an der Berliner Marienkirche. Zwischen 1859 und 1868 besuchte er das Friedrich-Werdersche Gymnasium und studierte im Anschluss in Berlin, Heidelberg und Greifswald die Rechtswissenschaften und wurde 1872 in den preußischen Justizdienst aufgenommen.
Liscos juristische Karriere führte ihn 1879 als Amtsrichter an das Amtsgericht Rixdorf, 1883 als Landrichter nach Berlin, 1888 als Oberlandesgerichtsrat an das Oberlandesgericht Marienwerder und ein Jahr später in derselben Funktion an das Oberlandesgericht Naumburg. Er stieg 1903 zum Wirklichen Geheimen Oberjustizrat auf.
Im darauffolgenden Jahr übernahm er in der Position des Ministerialdirektors die Leitung der Personalabteilung des preußischen Justizministeriums. Von 1907 bis 1909 stand er dem Berliner Kammergericht vor, anschließend wurde er als Staatssekretär in das Reichsjustizamt berufen. Die geplante Reform des Straf- und Strafprozessrechts konnte er infolge des Krieges nicht abschließen. Im August 1917 musste er infolge einer Regierungsumbildung zurücktreten.
Lisco bekleidete viele Ehrenämter im Bereich der evangelischen Kirche. Er war seit 1908 Mitglied der Generalsynode der altpreußischen Evangelischen Landeskirche, 1919 Mitglied des ersten Deutschen Evangelischen Kirchentags sowie des Deutschen Evangelischen Kirchenausschusses und des Kuratoriums der Kaiser-Wilhelm-Gedächtniskirche. Von 1922 bis zu seinem Tod war er Präsident des Evangelischen Bundes und zudem Ehrendoktor der Theologie.
Im Jahr 1877 heiratete er Helene Heilborn (1856–1924). Sein Sohn Eduard Lisco wurde klassischer Philologe und war bis 1934 Gymnasialdirektor.
Hermann Lisco starb 1923 im Alter von 73 Jahren in Berlin. Beigesetzt wurde er auf dem Friedhof II der Jerusalems- und Neuen Kirche in Berlin-Kreuzberg. In der erhaltenen Familiengrabstätte ruht neben anderen auch sein Vater.